# IC 4546
IC 4546 ist eine Balken-Spiralgalaxie mit hoher Sternentstehungsrate vom Hubble-Typ SBc im Sternbild Corona Borealis am Nordsternhimmel. Sie ist schätzungsweise 467 Millionen Lichtjahre von der Milchstraße entfernt und hat einen Durchmesser von etwa 95.000 Lj.

Im selben Himmelsareal befinden sich u. a. die Galaxien IC 4547 und IC 4548.
Das Objekt wurde am 24. Juni 1895 von Stéphane Javelle entdeckt.